# Alice nu mai locuiește aici
Alice nu mai locuiește aici (titlul original: în engleză Alice Doesn't Live Here Anymore) este un film dramatic de dragoste american, realizat în 1974 de regizorul Martin Scorsese, cu Ellen Burstyn în rolul titular, care i-a adus un premiu Oscar. Ceilalți protagoniști ai filmului sunt actorii Alfred Lutter, Kris Kristofferson și Harvey Keitel. 

## Rezumat
Alice Hyatt a crescut în Monterey, California, dar ca femeie căsătorită locuiește cu soțul ei Donald și cu fiul de unsprezece ani, Tommy, în Socorro, New Mexico. Soțul este un bărbat bun, dar este adesea sumbru și deloc deschis la dialog, așa că Alice se simte neglijată. Dacă nu ar fi fost prietena ei Bea, viața în acest oraș de provincie prea liniștit ar fi fost imposibilă. Donald moare într-un accident de mașină, iar Alice,rămasă văduvă la 35 de ani și care nu are loc de muncă și nu are economii, trebuie acum să facă tot posibilul să se descurce și să întrețină băiatul.
Cea mai bună soluție este să se întoarcă la Monterey, orașul ei natal. Dar înainte de a se întoarce acolo, unde Tommy va începe anul școlar la o nouă școală, au toată vara înaintea lor ca să câștige câțiva dolari pentru un nou început. După ce au vândut totul din casă pe mai nimic, și-au luat rămas bun de la casa lor din Socorro și de la cei mai buni prieteni ai lor, Alice și Tommy pleacă cu mașina spre California. La Phoenix, Arizona, fac prima oprire în drumul către destinația lor finală. Alice nu are serviciu dar știe să cânte și să se acompanieze singură la pian, așa că se oferă să cânte în diverse baruri din oraș pe post de cântăreață. După ce și-a găsit un loc de muncă, se stabilește într-un motel și în sfârșit începe să câștige ceva bani. Apoi îl cunoaște pe Ben, un tânăr în vârstă de 27 de ani, cu care la insistențele lui începe o relație care se incheie în scurt timp de îndată ce el se dovedește a fi căsătorit și foarte violent.
Astfel Alice și Tommy decid să părăsească cât mai repede Phoenixul și pe Ben și astfel totul poate începe din nou, de data aceasta în drum spre California, la Tucson. Dar nici aici Alice nu își găsește de lucru ce își dorea, cântăreață, ci doar pe post de chelneriță. La „Mel” muncește din greu dar cu bacșișul primit și salariu are un venit decent. Colegele ei, Flo cu gura mare și Vera cea stângace par să îngreuneze adaptarea Alicei, dar în scurt timp descoperă că și-a găsit ambientul călduros de care avea nevoie.
Apoi apare David, un client obișnuit al clubului lui Mel, care se îndrăgostește curând de ea. Cu insistență politicoasă, el învinge rezistența lui Alice și neîncrederea ei și, după ce acesta l-a cucerit și pe Tommy, în cele din urmă i-a pătruns în inimă. David pare partenerul perfect. Este divorțat, are o fermă frumoasă și este iubitor și grijuliu față de ea și fiul ei. Când se înervează de ziua lui Tommy și își ridică mâna asupra lui pentru că era obraznic, Alice cade din nou în disperare. Se ceartă cu el, apoi supărată că nu poate face față impertinenței fiului ei și îl ține afară din casă ca pedeapsă. Când își dă seama că Tommy a dispărut, intră în panică dar răsuflă ușurată când este găsit la scurt timp după aceea. Tocmai se dusese la prietena lui Audrey și amândoi se îmbătaseră.
Câteva zile mai târziu, David se întoarce la „Mel” și în fața tuturor îi promite lui Alice să se schimbe și spune că este gata să lase totul pentru a fi cu ea. Ea, încă îndrăgostită, îl iartă și una peste alta este dispusă să rămână în Tucson, unde visele ei pot fi realizate mai bine decât oriunde în altă parte. Alice trebuie doar să-i prezinte noua situație lui Tommy și să-i explice cu tactul cuvenit că nu se vor mai muta la Monterey așa cum credea el. Dar copilul a înțeles deja totul și astfel îi ușurează sarcina mamei sale spunând că este entuziasmat să înceapă școala în Tucson și dându-și acordul pentru relația cu David, pe care în mod ironic l-a iertat pentru izbucnirea de furie pe care a avut-o de ziua sa.

## Distribuție
- Ellen Burstyn – Alice Hyatt
  - Mia Bendixsen – Alice la 8 ani
- Alfred Lutter – Tommy Hyatt, fiul preadolescent al lui Alice
- Kris Kristofferson – David, un client obișnuit al Mel and Ruby's Cafe
- Harvey Keitel – Ben Eberhardt, bărbatul căsătorit, abuziv
- Lane Bradbury – Rita Eberhardt, soția lui Ben
- Diane Ladd – Florence Jean („Flo”) Castleberry, chelnerița la Mel and Ruby's Cafe
- Valerie Curtin – Vera Gorman, timida și neîndemânatica chelneriță la Mel and Ruby's Cafe
- Lelia Goldoni – Bea, prietena lui Alice, vecina din Socorro
- Vic Tayback – Mel Sharples, bucătarul proprietar al restaurantului din Tucson
- Jodie Foster – Audrey, fata băiețoasă cu care Tommy se împrietenește în Tucson
- Billy "Green" Bush – Donald Hyatt, soțul lui Alice
- Harry Northup – barmanul la Joe & Jim's
- Murray Moston – Jacobs
- Martin Brinton – Lenny
- Dean Casper – Chicken

Regizorul Martin Scorsese are o apariție cameo al unui client în Mel's diner, și fiica Dianei Ladd, viitoare actriță Laura Dern, apare în rolul fetiței care mănâncă înghețată.

## Melodii din film
Informațiile menționate în această secțiune provin din baza de date a filmelor IMDb.
- You'll Never Know, text de Mack Gordon, muzica Harry Warren, interpretată de Alice Faye în filmul Hello Frisco, Hello (1943), în timpul genericului în secvența de copilărie a lui Alice.
- All the Way from Memphis, textul și muzica de Ian Hunter, interpretată de formația Mott the Hoople (1973).
- Roll Away the Stone, textul și muzica de Leon Russell și Greg Dempsey, interpretată de Leon Russell (1969).
- Daniel, text de Bernie Taupin, muzica de Elton John, interpretată de Elton John (1973).
- Jeepster, textul și muzica de Marc Bolan, interpretată de formația T. Rex (1971).
- Where or When, text de Lorenz Hart, muzica de Richard Rodgers (1937), interpretată de Ellen Burstyn (nemenționat).
- When Your Lover Has Gone, textul și muzica de Einar Aaron Swan (1931).
- Gone with the Wind, text de Herb Magidson, muzica de Allie Wrubel (1937), interpretată de Ellen Burstyn (nemenționat).
- I've Got a Crush on You, text de Ira Gershwin, muzica de George Gershwin (1928), interpretată de Ellen Burstyn (nemenționat).
- I'm So Lonesome I Could Cry, textul și muzica de Hank Williams (1949), interpretată de Kris Kristofferson (nemenționat).
- Wildwood Flower, tradițional, text de Maud Irving, muzica de Joseph Philbrick Webster (1860), aranjament de Daniel Franklin.
- Cuddle up a Little Closer, Lovey Mine, text de Otto Harbach, muzica de Karl Hoschna (1908), interpretat de Betty Grable în filmul Coney Island (1943), scena cu Tommy privind filmul a televizor.
- I Will Always Love You, textul, muzica și interpretarea de Dolly Parton (1974), cântecul nemenționat în generic, difuzat la jukebox în scena de la bar cu Alice și Ben (Harvey Keitel).

## Premii și nominalizări
- 1975 – Premiile Oscar
  - Cea mai bună actriță lui Ellen Burstyn
  - Nominalizare la: Cea mai bună actriță în rol secundar lui Diane Ladd
  - Nominalizare la: Cel mai bun scenariu original lui Robert Getchet
- 1975 – Globul de Aur
  - Nominalizare la: Cea mai bună actriță (dramă) lui Ellen Burstyn
  - Nominalizare la: Cea mai bună actriță în rol secundar pentru Diane Ladd
- 1976 – Premiile BAFTA
  - Cel mai bun film
  - Cea mai bună actriță în rol principal pentru Ellen Burstyn
  - Cea mai bună actriță în rol secundar Dianei Ladd
  - Cel mai bun scenariu original lui Robert Getchet
  - Nominalizare la: Cel mai bun regizor lui Martin Scorsese
  - Nominalizare la: Cea mai bună actriță în rol secundar pentru Lelia Goldoni
  - Nominalizare la: Cel mai promițător debutant în rol principal lui Alfred Lutter
- 1975 – Festivalul de la Cannes
  - Nominalizare la: Palme d'Or lui Martin Scorsese
- 1975 - Sindicatul Scenariștilor Americani
  - Nominalizare la: Cel mai bun scenariu original lui Robert Getchet